# Tethytheria
Clade
Les Tethytheria (téthythériens en français) sont un clade de mammifères altongulés, ce qui signifie qu'ils marchent sur le bout d'un nombre impair de doigts sur les pattes arrière. Ils regroupent les siréniens et les proboscidiens et leur principale caractéristique est de posséder des orbites oculaires très en avant du crâne et ramenées ainsi sur la face avant de la tête.

## Systématique
Autrefois classés dans le groupe des ongulés, après des études génétiques, ils ont été classés dans le super-ordre des Afrotheria après que celui-ci eut été créé. Les téthythériens sont le groupe-frère des hyracoïdes (les damans), avec lequel ils forment le clade des Paenungulata.
Les Paenongulés, de manière générale, et les téthythériens, en particulier, constituent l'un des cas de convergence évolutive entre les afrothériens et les laurasiathériens, et ont souvent été rapprochés des mésaxoniens avec lesquels ils présentent des similitudes, mais dont ils ne sont pas de proches parents.
Ces convergences sont encore plus marquées dans le registre fossile, avec notamment l'ordre des embrithopodes, qui présente des formes très convergentes avec les rhinocéros et les tapirs.

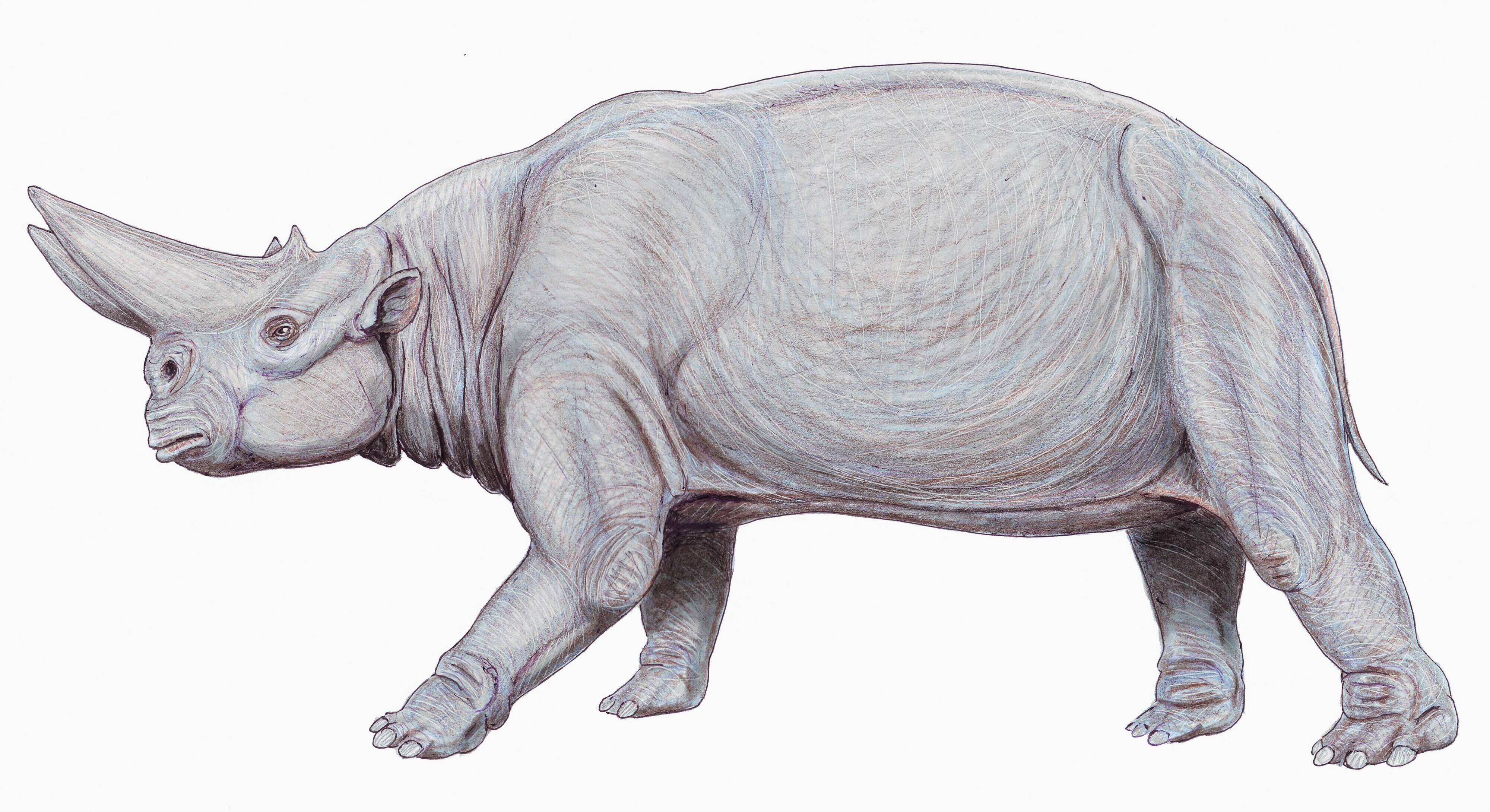
Restitution de † Arsinoitherium zitteli, Téthythérien embrithopode, par le paléoartiste Dimitri Bogdanov.
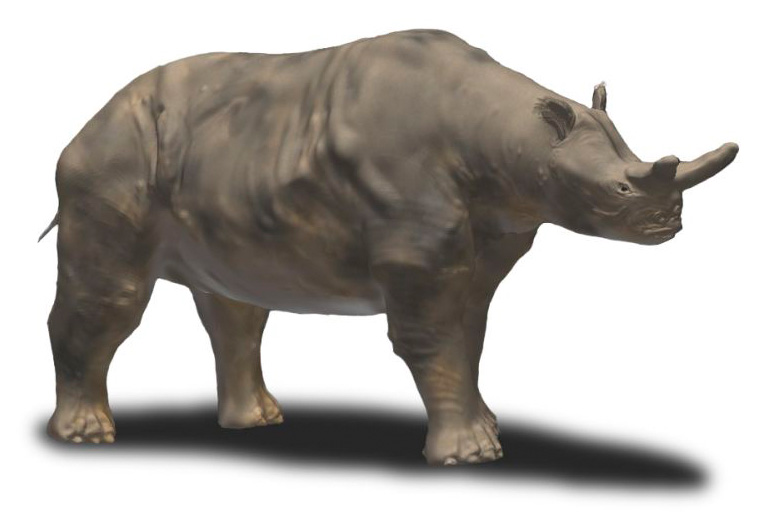
Restitution de † Megacerops sp, Mésaxonien brontothériidé, par le paléoartiste Nobu Tamura.

Les téthythériens comptent deux ordres actuels, les siréniens et les proboscidiens, et deux ordres fossiles, les embrithopodes et les desmostyliens.
D'abord rapprochés des hyracoïdes, les embrithopodes ont finalement été intégrés dans les téthythériens. Les desmostyliens ont tout d'abord été décrits d'après des restes fragmentaires comme des siréniens, avant que des études complémentaires ne permettent d'en savoir plus et de les placer dans leur propre ordre.
Le groupe frère des siréniens au sein des téthythériens est constitué par le clade formé par les proboscidiens, les desmostyliens et les embrithopodes. Les relations entre ces trois ordres ne sont pas encore clairement établies.

### Phylogénétique
```
 ──o 
Paenungulata

   ├──o 
Hyracoidea

   └──o 
Tethytheria

      ├── o
    | ├──o 
Proboscidea

    | ├──o † 
Embrithopoda

    | └──o † 
Desmostylia

      └── o 
Sirenia
```

### Classification ancienne
- Ongulés
  - Tubulidentés
  - Cétongulés
    - Cétartiodactyles
      - Tylopodes
      - Clade non nommé

    - Altongulés
      - Périssodactyles
        - Mésaxoniens
          - Équidés
          - Rhinocérotidés
          - Tapiridés

        - Hyracoïdes

      - Téthythériens
        - Siréniens
        - Proboscidiens

### Classification actuelle
Cladogramme modifié, d'après Rose 2006 et Cooper (2014).
|             | Hyracoidea (damans) |
|             | |
| Tethytheria | \| \| †Embrithopoda \| \| \| \| \| \| Proboscidea (Elephantidae) \| \| \| \| \| \| Sirenia (Sirèniens : Dugongidae, Lamantins ) \| \| \| \| |
|             | \| \| †Embrithopoda \| \| \| \| \| \| Proboscidea (Elephantidae) \| \| \| \| \| \| Sirenia (Sirèniens : Dugongidae, Lamantins ) \| \| \| \| |
|             | †Embrithopoda |
|             | |
|             | Proboscidea (Elephantidae) |
|             | |
|             | Sirenia (Sirèniens : Dugongidae, Lamantins )                                                                                                |
|             | |

|  | †Embrithopoda                                |
|  |                                              |
|  | Proboscidea (Elephantidae)                   |
|  |                                              |
|  | Sirenia (Sirèniens : Dugongidae, Lamantins ) |
|  |                                              |

|             | Hyracoidea (damans) |
|             | |
| Tethytheria | \| \| †Embrithopoda \| \| \| \| \| \| Proboscidea (Elephantidae) \| \| \| \| \| \| Sirenia (Sirèniens : Dugongidae, Lamantins ) \| \| \| \| |
|             | \| \| †Embrithopoda \| \| \| \| \| \| Proboscidea (Elephantidae) \| \| \| \| \| \| Sirenia (Sirèniens : Dugongidae, Lamantins ) \| \| \| \| |
|             | †Embrithopoda |
|             | |
|             | Proboscidea (Elephantidae) |
|             | |
|             | Sirenia (Sirèniens : Dugongidae, Lamantins )                                                                                                |
|             | |

|  | †Embrithopoda                                |
|  |                                              |
|  | Proboscidea (Elephantidae)                   |
|  |                                              |
|  | Sirenia (Sirèniens : Dugongidae, Lamantins ) |
|  |                                              |

|             | Hyracoidea (damans) |
|             | |
| Tethytheria | \| \| †Embrithopoda \| \| \| \| \| \| Proboscidea (Elephantidae) \| \| \| \| \| \| Sirenia (Sirèniens : Dugongidae, Lamantins ) \| \| \| \| |
|             | \| \| †Embrithopoda \| \| \| \| \| \| Proboscidea (Elephantidae) \| \| \| \| \| \| Sirenia (Sirèniens : Dugongidae, Lamantins ) \| \| \| \| |
|             | †Embrithopoda |
|             | |
|             | Proboscidea (Elephantidae) |
|             | |
|             | Sirenia (Sirèniens : Dugongidae, Lamantins )                                                                                                |
|             | |

|  | †Embrithopoda                                |
|  |                                              |
|  | Proboscidea (Elephantidae)                   |
|  |                                              |
|  | Sirenia (Sirèniens : Dugongidae, Lamantins ) |
|  |                                              |

|             | Hyracoidea (damans) |
|             | |
| Tethytheria | \| \| †Embrithopoda \| \| \| \| \| \| Proboscidea (Elephantidae) \| \| \| \| \| \| Sirenia (Sirèniens : Dugongidae, Lamantins ) \| \| \| \| |
|             | \| \| †Embrithopoda \| \| \| \| \| \| Proboscidea (Elephantidae) \| \| \| \| \| \| Sirenia (Sirèniens : Dugongidae, Lamantins ) \| \| \| \| |
|             | †Embrithopoda |
|             | |
|             | Proboscidea (Elephantidae) |
|             | |
|             | Sirenia (Sirèniens : Dugongidae, Lamantins )                                                                                                |
|             | |

|  | †Embrithopoda                                |
|  |                                              |
|  | Proboscidea (Elephantidae)                   |
|  |                                              |
|  | Sirenia (Sirèniens : Dugongidae, Lamantins ) |
|  |                                              |